# Pauselijk huisprelaat

Wapenschild van een ereprelaat

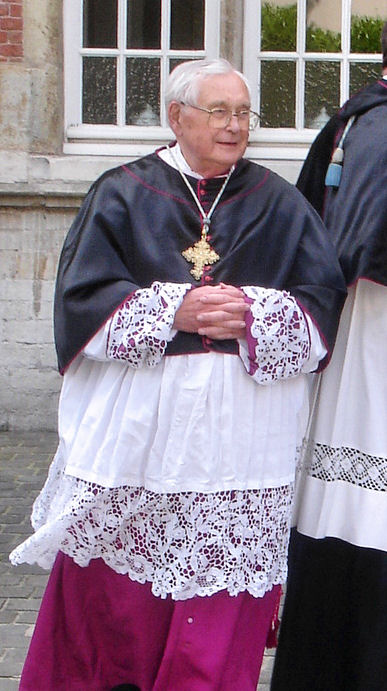
ereprelaat monseigneur Alfred Vanneste, in koorkledij.

Pauselijk huisprelaat (ook wel ereprelaat van Zijne Heiligheid, huisprelaat of gewoon ereprelaat) is een eretitel die aan een priester kan worden gegeven die zich op een bepaalde manier bijzonder verdienstelijk heeft gemaakt. De titel wordt alleen verleend aan seculiere priesters, priesters die geen lid zijn van een orde of congregatie.
De aanvraag moet door de plaatselijke bisschop worden gedaan. Na toekenning van de titel mag de priester aan wie de titel is verleend zich monseigneur laten noemen, dit alles gelijk aan de lagere eretitel kapelaan van Zijne Heiligheid. Anders dan de Kapelaans van de Paus mogen ereprelaten een zwarte toog met rode zoom en knopen dragen. De kleur van de sjerp is daarentegen paars. Pectoralen als een borstkruis of ring worden weer niet gedragen. Wanneer een bonnet wordt gedragen, dan is dit een zwarte met rode pluis.
Ereprelaat van Zijne Heiligheid is in 'rang' de tweede en staat tussen die van kapelaan van Zijne Heiligheid en die van apostolisch protonotaris. 

## Huisprelaten

### België
- Georges Colle, aalmoezenier van de Belgische hof
- August De Bock, Vicaris Generaal Bisdom Gent
- Arthur Janssen
- Georges Lemaître, Wetenschapper
- Maximilien de Furstenberg
- Werner Quintens, rector van het Belgisch Pauselijk College in Rome
- Dirk Smet, rector van het Belgisch Pauselijk College in Rome
- Bernard Vanden Berghe

### Nederland
- Jan Heine
- René Maessen

### Andere
- Stefan Heße
- Alessandro Lualdi
- Georg Ratzinger

## Bron
- Erefuncties binnen de R.K. Kerk